# Uljana Sergejewna Perebinossowa
Uljana Sergejewna Perebinossowa (russisch Ульяна Сергеевна Перебиносова; * 4. Mai 2001) ist eine russische Kunstturnerin.
Bei den im Rahmen der European Championships 2018 stattgefundenen Europameisterschaften 2018 in Glasgow wurde sie Europameisterin im Mannschaftsmehrkampf.
2018 gewann sie die russischen Meisterschaften im Mannschaftsmehrkampf.